# Tribuna Libre

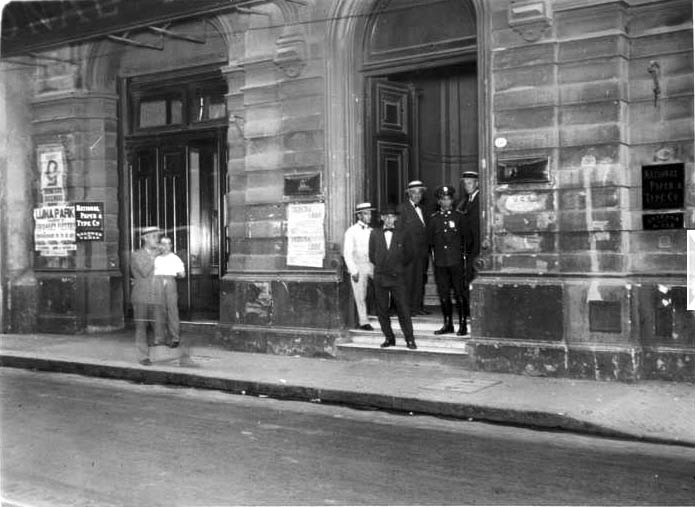
Calle Piedras 150: entrada al edificio del periódico Tribuna Libre (1932).

Tribuna Libre fue un periódico vespertino publicado en la ciudad de Buenos Aires, Argentina, órgano oficial del partido Unión Cívica Radical. 

## Historia
Fue fundado, en 1931, por el periodista y funcionario Félix O. Fouiller (1882-1937). Se hallaba sobre la calle Piedras 150. Tras haber sufrido varias clausuras, en especial en 1931 y 1932, cerró, hacia 1938, último año del cual se encontraron publicaciones.
Contó con redactores especializados en política, carreras, movimiento obrero, y deportes, noticias del interior y del exterior del país. Arturo Frondizi, quien fue ungido presidente de la Argentina en 1958, fue uno de sus colaboradores.